# Dave Keuning
Dave Keuning, nacido David Brent Keuning, Pella, Iowa; 28 de marzo de 1976) es un guitarrista estadounidense miembro de la banda de rock The Killers.

## Biografía

### Comienzos
Keuning nació el 28 de marzo de 1976 en Pella, Iowa de ascendencia neerlandesa. Actualmente reside en Las Vegas, Nevada por causas laborales con la banda The Killers de la cual es miembro. Se graduó de la Preparatoria Pella Community. Como adolescente, Keuning escuchaba a Metallica y AC/DC antes de eventualmente descubrir Smashing Pumpkins, Nirvana, The Cure, y U2. Comenzó a tocar la guitarra a los 14 años de edad, pertenecía a la banda de jazz de la Preparatoria de Pella en Iowa, además tocó para varias bandas por todo Iowa en la secundaria y la preparatoria. Acudió al Colegio Kirkwood Community y a la Universidad de Iowa, después se mudó a Las Vegas en el 2000, una de las razones más importantes por las cuales decide mudarse es porque él sentía que estaba muy lejos de poder escuchar nuevas y excitantes bandas.
Junto a su novia tiene un hijo llamado Kyle, nacido el 2005.

### Etapa musical
Una vez instalado en Las Vegas Keuning trabajó en la tienda "Banana Republic" y en el Hotel-Casino "The Venetian". Keuning buscaba integrarse a alguna banda, su búsqueda la realizaba publicando avisos de ocasión de los periódicos. Él buscaba iniciar o integrarse a una banda que estuviera influenciada por The Beatles, Beck, Oasis, The Smashing Pumpkins, y U2. Los meses pasaron sin que encontrara alguna buena oportunidad y Dave comenzó a perder la esperanza. Solo antes de que Keuning dejara de seguir con su búsqueda recibió una llamada de su futuro compañero de banda Brandon Flowers quien estaba buscando integrantes para una nueva banda y vio el anuncio de Keuning, así Keuning y Flowers comenzaron a escribir, una de esas composiciones fue Mr. Brightside que llegaría a tener un gran éxito. Dave y Brandon posteriormente reclutaron al baterista Ronnie Vannucci Jr. y al bajista Mark Stoermer como los miembros permanentes de la banda, así quedó formada la actual banda The Killers.
Puede tocar la guitarra con las dos manos, en el vídeo de Mr. Brightside (versión estadounidense) toca con la izquierda y en los demás con la derecha.
Keuning anunció en agosto de 2017 que no se uniría a la banda  The Killers para realizar la gira Wondeful Wonderful , aunque sigue siendo miembro del grupo.
En octubre de 2018 bajo el nombre de Keuning publica su primer sencillo llamado "Restless Legs", la cual formó parte de su primer álbum. El álbum debut, Prismism, fue lanzado el 25 de enero de 2019, con casi todos los instrumentos tocados por el propio Dave.

## Discografía

### The Killers
- Hot Fuss (2004)
- Sam's Town (2006)
- Day & Age (2008)
- Battle Born (2012)
- Wonderful Wonderful (2017)
- Pressure Machine (2021)

### Cómo Keuning
- Prismism  (2019)

### Colaboraciones
- "Welcome to Fabulous Las Vegas" - Brandon Flowers (2010)
- "Wander" - We Are Hyena (2012)
- "This Is A Joke" - Bombay Heavy (2014)
- "Clouds Pretend" - The Hunt (2014)
- "Smile" - The New Division (2014)